# エリザベート・ル・リッシュ
エリザベート・ル・リッシュ（フランス語：Elisabeth Le Riche, 941年以前 - 1007年以降直後）は、フランス貴族の女性。初婚でムラン伯・コルベイユ伯エイモン夫人、再婚でヴァンドーム伯・パリ伯ブシャール1世夫人となった。
ユーグ大公およびユーグ・カペーにとって、側近の娘、母、妻として生涯最も近しい存在の女性であった。

## ソー＝デュ＝ガティネ
文献によると941年11月、エリザベートの父ソー＝デュ＝ガティネ卿リジャール・ル・リッシュ（ラテン語名：エリシエルヌス, Elisiernus）が修道士となったが、修道院に入る直前に領地より南西40km先にあったサン＝ブノワ＝シュル＝ロワール修道院を巡礼し、所属教会、邸宅、農奴を寄付した。このような巡礼と寄付は当時フランスでは貴族に限られた特権および通過儀礼であった。
当時リジャールの子女は皆まだ若く、娘エリザベートが未婚であったこと、教会に入った息子ジョゼフが侍者（叙階前の奉仕者）であったことが記録に残されている。
エリザベートの実父リジャールはソー＝デュ＝ガティネの用益権を所有していたが、998年にソー＝デュ＝ガティネ領は修道院が所有していたのではなく、エリザベートの2人目の夫ヴァンドーム・パリ伯ブシャール1世とその次男にあたるパリ司教ルノー2世（1017没）、ユーグ・カペーの共同管理下にあった。
エリザベートはブシャールと結婚する以前は初婚の夫コルベイユ伯エイモンと死別した未亡人であった。

## 家族
エリザベートは父リジャール・ル・リッシュと名前不明の母との間に925年から935年の間に生まれた。本人も署名者の1人とされる文書によれば、エリザベートは941年には既に成人を迎えていたが、当時まだ未婚であった。
実弟にあたるジョセフはトゥール大司教（946年 - 957年）であったとされる。
エリザベートは初婚で、初代コルベイユ伯でありムラン家の祖となったエイモンと結婚し、957年頃に死別した。
その後960年頃、未亡人となったエリザベートはブシャール家のヴァンドーム伯ブシャール1世と結婚した。ブシャール1世は、987年にユーグ・カペーよりこれまでの貢献のため、パリ伯位を与えられた。
ブシャール1世は1007年頃に死去。エリザベートもブシャールと死別した直後に亡くなり、その傍に埋葬された。

## 子女
エリザベートは2回の結婚により、初婚で3人、再婚で3人と少なくとも6子を授かった。
コルベイユ伯エイモンとの間に以下の子女が生まれた。
- ティボー - サン＝ポール・ド・コルメリー修道院の修道僧。1006年よりサン＝モール修道院長。
- アルベール - ノルマンディー公リシャール1世の息子コルベイユ伯モージェの妻ジェルメーヌの父。
- モーリス - コルベイユ家の祖先。

ヴァンドーム・パリ伯ブシャール1世との間に以下の子女が生まれた。
- ブシャール - ムラン副伯、父ブシャールより先に死去
- ルノー2世（1016年没） - 司祭。988年よりユーグ・カペーの宰相、991年よりパリ大司教、1006年よりムラン副伯に封臣された。
- エリザベート（約970年 - 999年12月没） - 985年にアンジェルジェ家のアンジュー伯フルク3世と結婚。諸説あるが、女児しか産まなかったことから、嗣子に男児を望む夫により姦通の冤罪を掛けられ、それを口実に最期は火刑に処されたという。授かった一人娘アデール（またはアニェス、1033年もしくは1035年没）がおじであるルノー2世の死後、ヴァンドーム伯位を継承、1023年にボドン・ド・ヌヴェールと結婚し、ヌヴェール家にヴァンドーム伯領をもたらした。夫ボドンが死去した後、長男ブシャール2世が幼少でヴァンドーム伯位を継承したが若死し、アデールと次男フルクで領地を分割相続しヴァンドーム女伯となった。